# Chiapetta
Chiapetta is een gemeente in de Braziliaanse deelstaat Rio Grande do Sul. De gemeente telt 4.094 inwoners (schatting 2009).

## Aangrenzende gemeenten
De gemeente grenst aan Catuípe, Ijuí, Inhacorá, Nova Ramada, Santo Augusto en São Valério do Sul.